# Megabothris turbidus
Megabothris turbidus är en loppart som först beskrevs av Rothschild 1909.  Megabothris turbidus ingår i släktet Megabothris och familjen fågelloppor. Inga underarter finns listade i Catalogue of Life.